# Очеретянка світлонога
Очеретянка світлонога (Hemitesia pallidipes) — вид горобцеподібних птахів родини Cettiidae.

## Поширення
Вид поширений від Гімалайського регіону до гір Південно-Східної Азії та південного Китаю. У 1993 році птах спостерігався на Шрі-Ланці. Мешкає на трав'янистих луках з домінуванням трави Themeda triandra.

## Спосіб життя
Очеретянка світлонога надзвичайно потайний птах, що ускладнює спостереження за ним навіть у період розмноження. Цей вид розмножується з травня по липень. Зазвичай він трапляється поодиноко або парами в кущах і купинах трави. Він воліє знаходитись близько до землі, тому зазвичай літає не вище одного метра. Він рухається по траві, залишаючись прихованим, і живиться в нижніх частинах зарості трави. Харчується дрібними безхребетними.

## Підвиди
- H. p. pallidipes — ареал простягається через Гімалаї до північної Бірми;
- H. p. laurentei — мешкає на півдні Китаю та півночі Південно-Східної Азії;
- H. p. osmastoni — займає Андаманські острови.